# American Horror Story: Asylum
American Horror Story: Asylum es la segunda temporada de la serie de televisión de FX, American Horror Story, creada por Ryan Murphy y Brad Falchuk. La temporada se estrenó el 17 de octubre de 2012 y finalizó el 23 de enero de 2013. La premisa de la temporada marcó una salida del argumento de la primera temporada, con personajes nuevos y una nueva locación, marcando así a American Horror Story como una serie de antología.
La temporada está ambientada en 1964, en la falsa institución mental «Briarcliff Manor», y cuenta la historia del personal y de los pacientes a su interior, intercalando eventos entre el pasado y el presente. A la temporada regresan miembros del elenco de la temporada anterior, tales como: Frances Conroy, Jessica Lange, Dylan McDermott, Sarah Paulson, Evan Peters, Zachary Quinto, y Lily Rabe. Las nuevas adiciones al elenco incluyen a Joseph Fiennes, Lizzie Brocheré, James Cromwell, Naomi Grossman y Chloë Sevigny.
Al igual que Murder House, Asylum fue bien recibido por los críticos de televisión. Las actuaciones de Lange, James Cromwell, Quinto, Paulson y Rabe fueron elogiados. La temporada recibió 17 nominaciones a los Premios Emmy, más que cualquier otro programa, incluyendo el «premio a la mejor miniserie» y cuatro nominaciones por las actuaciones de Lange, Paulson, Cromwell, y Quinto, con Cromwell ganando al «mejor actor de reparto - miniserie o telefilme». Además, Quinto y Paulson ganaron sus respectivas categorías en la tercera versión de los Critics' Choice Television Awards.
A pesar de ser una serie antológica, algunos miembros del elenco repiten sus roles en la cuarta y sexta temporada de la serie, Freak Show y Roanoke, tales como Lily Rabe, Naomi Grossman, John Cromwell, y Sarah Paulson, interpretando a la Hermana Marie Eunice, Pepper, el Dr. Arthur Arden, también conocido como Hans Grüper, y Lana Winters, respectivamente. Lana Winters también es brevemente mencionada en la séptima temporada Cult.

## Trama
En 1964, en la institución mental Briarcliff Manor en Massachusetts, la Hermana Jude Martin (Jessica Lange) y la Hermana Mary Eunice McKee (Lily Rabe) tratan de mantener la institución fundada por el Monseñor Timothy Howard (Joseph Fiennes) para el tratamiento de pacientes con problemas mentales y criminales dementes. El psiquiatra Oliver Thredson (Zachary Quinto), y el científico Arthur Arden (James Cromwell), tratan a pacientes dentro de la institución, incluyendo a la periodista Lana Winters (Sarah Paulson), el acusado de asesinato Kit Walker (Evan Peters), y la presunta asesina Grace Bertrand (Lizzie Brocheré).

## Elenco y personajes

### Personajes principales
- Zachary Quinto como el Dr. Oliver Thredson (12 episodios)
- Joseph Fiennes como el Monseñor Timothy Howard (9 episodios)
- Sarah Paulson como Lana Winters (13 episodios)
- Evan Peters como Kit Walker (13 episodios)
- Lily Rabe como la Hermana Mary Eunice McKee (10 episodios)
- Lizzie Brocheré como Grace Bertrand (11 episodios)
- James Cromwell como el Dr. Arthur Arden (10 episodios)
- Jessica Lange como la Hermana Jude Martin (13 episodios)

### Estrellas especiales invitadas
- Chloë Sevigny como Shelley (6 episodios)
- Ian McShane como Leigh Emerson (2 episodios)

### Personajes secundarios
- Naomi Grossman como Pepper (7 episodios)
- Fredric Lehne como Fran McCann (7 episodios)
- Clea DuVall como Wendy Peyser (6 episodios)
- Britne Oldford como Alma Walker (7 episodios)
- Jenna Dewan   como Teresa Morrison (6 episodios)
- Dylan McDermott como Johnny Morgan (4 episodios)
- Frances Conroy como Shachath (5 episodios)
- Adam Levine como Leo Morrison (5 episodios)
- Mark Engelhardt como Carl (5 episodios)
- Barbara Tarbuck como la Madre Superiora Claudia (5 episodios)
- Mark Consuelos como Spivey (2 episodios)
- Mark Margolis como Sam Goodwin (2 episodios)
- Franka Potente como Ana Frank / Charlotte Brown (2 episodios)

## Episodios
| N.º en serie | N.º en temp. | Título                                                          | Dirigido por        | Escrito por     | Fecha de emisión original | Código de prod. | Audiencia (millones) |
| --- | ------------ | --------------------------------------------------------------- | ------------------- | --------------- | ------------------------- | --------------- | -------------------- |
| 13 | 1            | «Welcome to Briarcliff» «Bienvenidos a Briarcliff»              | Bradley Buecker     | Tim Minear      | 17 de octubre de 2012     | 2ATS01          | 3,85                 |
| En la actualidad, una pareja de recién casados, Teresa y Leo, exploran el ahora abandonado Briarcliff Manor, un antiguo manicomio en Massachusetts. En 1964 Kit Walker es acusado de ser el asesino en serie "Cara Sangrienta" (Bloody Face). Kit protesta su inocencia y recuerdos perturbantes de su memoria lo hacen sugerir que algo más siniestro pasó en realidad. En Briarcliff Kit se hace amigo de Grace, una compañera acusada de haber matado a su familia. La periodista Lana Winters llega a Briarcliff con la intención de hacer un reportaje de lo que en verdad ocurre tras las paredes del lugar, con el fin de obtener un futuro mejor para ella y su pareja, Wendy Peyser, una maestra. En el lugar se encuentra con la Hermana Jude, quien interna a Lana para tratar su homosexualidad. Una rivalidad se muestra entre la Hermana Jude y el Dr. Arthur Arden, quien experimenta con pacientes en su búsqueda de la inmunidad en el ser humano. En la actualidad, Teresa y Leo son atacados y perseguidos a través de Briarcliff por Cara Sangrienta. |              |                                                                 |                     |                 |                           |                 |                      |
| 14 | 2            | «Tricks and Treats» «Trucos y tratos»                           | Bradley Buecker     | James Wong      | 24 de octubre de 2012     | 2ATS02          | 3,06                 |
| El Dr. Thredson llega a Briarcliff como el terapeuta de Kit con el fin de determinar si es apto para ser juzgado por los asesinatos de Cara Sangrienta. El verdadero asesino mata gente en ambos periodos de tiempo: presente y 1964. Mientras tanto, un exorcista llega al asilo luego que la conducta de un joven va mucho más lejos que la simple ayuda clínica; está poseído por un demonio. El ritual del joven da la oportunidad a Lana y a Grace de escapar, pero Lana se niega a escapar junto a Kit frustrando el plan haciendo que Grace y Kit sean atrapados y luego castigados. El adolescente poseído expone el pasado de la Hermana Jude (que la persigue hasta esos días), revelando que ella solía ser una cantante de bar de mala muerte que accidentalmente atropelló a una niña mientras conducía ebria en 1949. El adolescente muere después que el demonio sale de su cuerpo durante el exorcismo y entra en el cuerpo de la Hermana Mary Eunice. |              |                                                                 |                     |                 |                           |                 |                      |
| 15 | 3            | «Nor'easter» «Tormenta del noreste»                             | Michael Uppendahl   | Jennifer Salt   | 31 de octubre de 2012     | 2ATS03          | 2,47                 |
| En la actualidad, Teresa y Leo mueren en manos de hombres con máscaras de Cara Sangrienta, que luego son asesinados por el verdadero asesino. En 1964, la poseída Hermana Mary Eunice comienza su corrupción en el asilo, matando a una paciente: "la mexicana", que descubre que está poseída. Acto seguido, la Hermama Mary Eunice intenta seducir al Dr. arden, y luego trata de volver loca a la Hermana Jude atormentándola con su pasado. La prensa anuncia que se aproxima una tormenta, por lo que la Hermana Jude decide realizar una noche de cine para calmar a los pacientes. Grace, Kit y Lana intentan escapar durante la tormenta, pero vuelven al asilo luego de cruzar caminos con unos animales caníbales que habitan por el bosque. Shelley desea escapar con ellos, pero es capturada por el Dr. Arden, quien amputa sus piernas. |              |                                                                 |                     |                 |                           |                 |                      |
| 16 | 4            | «I Am Anne Frank (Part 1)» «Yo soy Anna Frank (Parte 1)»        | Michael Uppendahl   | Jessica Sharzer | 7 de noviembre de 2012    | 2ATS04          | 2,65                 |
| Una mujer llega al asilo afirmando ser Ana Frank. "Ana" entra en pánico cuando se cruza con el Dr. Arden, diciendo que en realidad se llama Hans Grüper, un médico nazi. la Hermana Jude se pregunta cómo descubrir la verdad del Dr. Arden. Mientras tanto, Grace admite que ella mató a su padre y a su madrastra por abusar sexualmente de ella. Kit se pone en duda, pensando que él podría ser realmente Cara Sangrienta mientras tiene bloqueado lo que sucedió con su esposa la noche de "desapareció". Luego de poner a Lana en terapia, el Dr. Thredson promete que la sacará del lugar dentro de una semana. "Ana Frank" ataca al Dr. arden y se topa con Shelley, quien le pide a "Ana" que la mate, dado que está transformada en una clase de monstruo como resultado de los experimentos del Dr. Arden. |              |                                                                 |                     |                 |                           |                 |                      |
| 17 | 5            | «I Am Anne Frank (Part 2)» «Yo soy Anna Frank (Parte 2)»        | Alfonso Gómez-Rejon | Brad Falchuk    | 14 de noviembre de 2012   | 2ATS05          | 2,78                 |
| La Hermana Jude contrata a un famoso cazador de nazis: el Sr. Goodman, para investigar el pasado del Dr. Arden. El Dr. Thredson convence a Kit a hacer una confesión sorprendente. El marido de "Ana Frank" aparece en el asilo para llevarla a casa, pero esta regresa luego de que ella siga creyendo que es Ana Frank. El Dr. arden se ofrece a realizar una cirugía cerebral para ver qué ocurre con ella. Después que la Hermana Jude se ve amenazada por el Dr. Arden, ella escapa por una noche a beber a un bar. El Dr. Thredson ayuda a Lana y la saca del asilo llevándola a su casa, revelándole ser Cara Sangrienta. La Hermana Mary Eunice lleva a Shelley fuera del asilo, para que la Hermana Jude no la encuentre, tirándola a su suerte a un patio escolar, donde es descubierta. El Dr. Arden cura a "Ana", esta vuelve a casa y se descubre que en realidad si era un nazi, y uno bien cercano a Adolf Hitler. |              |                                                                 |                     |                 |                           |                 |                      |
| 18 | 6            | «The Origins of Monstrosity» «Los orígenes de la monstruosidad» | David Semel         | Ryan Murphy     | 21 de noviembre de 2012   | 2ATS06          | 1,89                 |
| Para llevar a cabo la extremaunción, el Monseñor visita a Shelley en el hospital. Una misteriosa niñita se convierte en un nuevo paciente en Briarcliff luego que su madre cree que ha matado a alguien. Un flashback muestra como el Dr. arden llegó a trabajar a Briarcliff. la Hermana Jude obtiene evidencia del pasado del Dr. Arden, pero pone su carrera y la vida del detective en juego. Mientras tanto, el Dr. Arden, el Monseñor y la Hermana Mary Eunice forman una unión. Lana sigue siendo un rehén del Dr. Thredson, quien le enseña de su pasado. En la actualidad, la policía llega al asilo para descubrir tres cuerpos, mientras que también se muestra que Cara Sangrienta ha capturado a Teresa. |              |                                                                 |                     |                 |                           |                 |                      |
| 19 | 7            | «Dark Cousin» «Prima oscura»                                    | Michael Rymer       | Tim Minear      | 28 de noviembre de 2012   | 2ATS07          | 2,27                 |
| Shachath, el ángel de la muerte, aparece en Briarcliff luego que muchos pacientes desean morir, uno de los cuales es Grace. La visita del ángel no se lleva bien con la Hermana Mary Eunice, pero ambas están de acuerdo que sus trabajos individuales no han terminados. La Hermana Jude decide arreglar los problemas de su pasado hablando con los padres de la chica que atropelló años atrás para saber que la chica sobrevivió al accidente. Lana logra escapar del encierro del Dr. Thredson, pero luego de un choque, vuelve a Briarcliff. Además, Kit escapa de custodia para irrumpir en el asilo en búsqueda de Grace. Ambos son atacados por un monstruo del bosque , quien mata a Frank (el guardia de seguridad), y Grece resultó disparada por Frank. |              |                                                                 |                     |                 |                           |                 |                      |
| 20 | 8            | «Unholy Night» «Noche sin paz»                                  | Michael Lehmann     | James Wong      | 5 de diciembre de 2012    | 2ATS08          | 2,36                 |
| En la víspera de Navidad, un paciente vestido de Santa Claus crea problemas en Briarcliff y busca vengarse de la Hermana Jude por dejarlo encerrado en solitario luego de cometer un asesinato durante la Navidad del año anterior. El Dr. Arden llama en secreto a la Hermana Jude para que lo ayude con la Hermana Mary Eunice. Mientras tanto, Lana se reúne con Kit poniéndole al tanto sobre el Dr. Thredson. Thredson encuentra a Lana en el asilo, pero Kit la salva antes de que él pueda hacerle daño. El Dr. Arden tiene un encuentro con los seres extraterrestres, quienes se llevan consigo el cuerpo sin vida de Grace. |              |                                                                 |                     |                 |                           |                 |                      |
| 21 | 9            | «The Coat Hanger» «La percha»                                   | Jeremy Podeswa      | Jennifer Salt   | 12 de diciembre de 2012   | 2ATS09          | 2,22                 |
| Lana y Kit hacen que el Dr. Thredson confiese que es Cara Sangrienta. El Dr. Arden convence a Kit a morir para que aparezcan los seres extraterrestres en su búsqueda, solo para saber por qué estos salvaron la vida de Grace, quien regresa embarazada. Mientras tanto, la Hermana Jude se retira del cargo y es admitida como paciente en Briarcliff. El Monseñor bautiza a Leigh, con resultados desastrosos. En la actualidad, se sabe que Johhny Morgan es Cara Sangrienta. |              |                                                                 |                     |                 |                           |                 |                      |
| 22 | 10           | «The Name Game» «El juego de los nombres»                       | Michael Lehmann     | Jessica Sharzer | 2 de enero de 2013        | 2ATS10          | 2,21                 |
| El Dr. Arden pone fin a sus experimentos. Kit y Lana continúan presionando al Dr. Thredson, quien revela varios secretos de Kit. Ahora conocida como Judy Martin, la Hermana Jude recibe tratamientos inhumanos dentro del asilo. Grace da a luz a un niño. El Monseñor Howard logra que la hermana Mary Eunice se libere del demonio, empujándola del tercer piso. Triste por su muerte, el Dr. arden se mata a sí mismo entrando al fuego que incinera el cuerpo de la Hermana Mary Eunice. Ryan Murphy confirmó que en este episodio se encontraba una pista oculta sobre la tercera temporada de la serie. La pista está en la escena donde la Hermana Mary Eunice usa la rocola y le decida una canción a Jude, la canción es "Spell On You" haciendo referencia a Coven. |              |                                                                 |                     |                 |                           |                 |                      |
| 23 | 11           | «Spilt Milk» «Leche derramada»                                  | Alfonso Gomez-rejon | Brad Falchuk    | 9 de enero de 2013        | 2ATS11          | 2,51                 |
| Luego que Jude cuenta la verdad, la Hermana Superiora Cludia se las arregla para ayudar a Lana a escapar de Briarcliff y del Dr. Thredson. Lana se enfrenta a Thredson en su casa y lo mata, disparándole en la cabeza. Kit, Grece y su hijo son liberados del asilo bajo órdenes del Monseñor Howard. Llegando a casa, Kit descubre que Alma se encuentra en el lugar, junto a otro bebé. Jude le promete al Monseñor que la caída del asilo es inminente. Lana vuelve en búsqueda de Jude, pero se entera de que ella falleció, aunque realmente se encuentra encerrada en el asilo. |              |                                                                 |                     |                 |                           |                 |                      |
| 24 | 12           | «Continuum» «Continuum»                                         | Craig Zisk          | Ryan Murphy     | 16 de enero de 2013       | 2ATS12          | 2,30                 |
| Dos años después de su liberación en Briarcliff, Kit se hace cargo de su vida poligama junto a Alma y Grace. Horrorizada por los seres extraterrestres, Alma se vuelve algo histérica, llegando al punto de asesinar a Grece con un hacha por la espalda y terminando siendo internada en Briarcliff. Jude, ahora conocida como "Betty Drake", se aísla en el asilo, quedando cada vez más loca. En 1969, Lana publica un libro sobre su experiencia en Briarcliff, aunque no todo en su interior es cierto. En la actualidad, Johnny busca una copia del libro de Lana, para poder continuar con el "trabajo asesino" de su padre, descubriendo así que él es hijo de Lana. El episodio también incluye una pista sobre la trama de la tercera temporada. Esta ocurre cuando Jude habla sobre un sombrero (como el clásico que ocupan las brujas) y dice que "saldrá volando". |              |                                                                 |                     |                 |                           |                 |                      |
| 25 | 13           | «Madness Ends» «El fin de la locura»                            | Alfonso Gómez-Rejón | Tim Minear      | 23 de enero de 2013       | 2ATS13          | 2,29                 |
| En la actualidad Lana se ha convertido en una famosa y orgullosa reportera retirada, quien concede una entrevista en la que habla de su cruzada por cerrar Briarcliff y exponiendo al Dr. Arden como un criminal de la guerra nazi, lo que condujo al Monseñor Howard al suicidio. Lana revela que en 1970, Kit había rescatado en secreto a la Hermana Jude de Briarcliff, convirtiéndose en un miembro de su familia. Jude crea fuertes lazos con los hijos de Kit y muere seis meses después a eso. Kit desaparece años después, siendo raptado por los seres extraterrestres, y no es visto nuevamente. Al terminar la entrevista, Johhny enfrenta a Lana revelándose como su hijo y quien está dispuesto a matarla con una pistola. Lana convence a Johnny de dejar el arma de lado y ella le dispara. La escena final muestra un flashback en el que la Hermana Jude intenta convencer a Lana de renunciar a sus deseos antes de interrogar a Cara Sangrienta. Ryan Murphy confirmó que el episodio contaba con una gran pista sobre el argumento de la tercera temporada. La pista se encuentra en la escena donde Jude está enojada y confundida regañando a los hijos de Kit, mientras sujetaba una escoba. |              |                                                                 |                     |                 |                           |                 |                      |

## Recepción

### Premios y nominaciones
| Año  | Associación                           | Categoría                                                                 | Nominado(s)                                                                                    | Resultado |
| ---- | ------------------------------------- | ------------------------------------------------------------------------- | ---------------------------------------------------------------------------------------------- | --------- |
| 2012 | Satellite Awards 2012                 | Mejor Actor secundario – Series, Miniseries o Película para televisión    | Evan Peters                                                                                    | Nominado  |
| 2012 | Satellite Awards 2012                 | Mejor Serie en Género                                                     | American Horror Story: Asylum                                                                  | Nominado  |
| 2013 | 3rd Critics' Choice Television Awards | Mejor Película para telelvisión/Miniseriie                                | American Horror Story: Asylum                                                                  | Nominada  |
| 2013 | 3rd Critics' Choice Television Awards | Mejor actriz en Miniserie/Película                                        | Jessica Lange                                                                                  | Nominada  |
| 2013 | 3rd Critics' Choice Television Awards | Mejor actor de reparto en Miniserie/Película                              | Zachary Quinto                                                                                 | Ganador   |
| 2013 | 3rd Critics' Choice Television Awards | Mejor actor de reparto en una Miniseries                                  | James Cromwell                                                                                 | Nominado  |
| 2013 | 3rd Critics' Choice Television Awards | Mejor actriz en una Miniseries/Película                                   | Sarah Paulson                                                                                  | Ganadora  |
| 2013 | 3rd Critics' Choice Television Awards | Mejor actriz de reparto en una Miniseries/Película                        | Lily Rabe                                                                                      | Nominada  |
| 2013 | 19th Screen Actors Guild Awards       | Mejor Interpretación por actriz femenino en Drama Series                  | Jessica Lange                                                                                  | Nominada  |
| 2013 | 24th GLAAD Media Awards               | Mejor miniserie o película para televisión                                | American Horror Story: Asylum                                                                  | Ganador   |
| 2013 | 39th Saturn Awards                    | Best Syndicated/Cable Television Series                                   | American Horror Story: Asylum                                                                  | Nominado  |
| 2013 | 39th Saturn Awards                    | Premio Saturn por Mejor Actriz en Televisión                              | Sarah Paulson                                                                                  | Nominado  |
| 2013 | 39th Saturn Awards                    | Premio Saturn por Mejor Actriz Secundaria en Televisión                   | Jessica Lange                                                                                  | Nominado  |
| 2013 | 70th Golden Globe Awards              | Golden Globe por Mejor Actriz – Película para Televisión o Miniserie      | Jessica Lange                                                                                  | Nominado  |
| 2013 | American Film Institute               | Top 10 Programas de Televisión 2012                                       | American Horror Story: Asylum                                                                  | Ganador   |
| 2013 | Art Directors Guild Award             | Excelencia en Diseño de Producción: Película para Televisión o Miniserie  | Diseño en producción:Mark Worthington (Episodio: "I Am Anne Frank, Part 2")                    | Ganador   |
| 2013 | Golden Reel Awards                    | Mejor edición de sonido: Short Form Sound Effects and Foley in Television | Episode: "Welcome to Briarcliff"                                                               | Ganador   |
| 2013 | Producers Guild of America Award      | Mejor producción de Long-Form Television                                  | Brad Buecker, Dante Di Loreto, Brad Falchuk, Ryan Murphy, Chip Vucelich, Alexis Martin Woodall | Nominado  |